# The Sheriff in Town
Pour plus de détails, voir Fiche technique et Distribution.
The Sheriff in Town (hangeul : 보안관 ; RR : Boangwan ; litt. « Shérif ») est un film sud-coréen écrit et réalisé par Kim Hyung-ju, sorti le 3 mai 2017. 
Il connaît un succès en Corée du Sud où il totalise 2,5 millions d'entrées dans le box-office de 2017.

## Synopsis
Dae-ho (Lee Sung-min (en)) est un ancien policier qui se considère maintenant comme le shérif du quartier où il habite. Jong-jin (Jo Jin-woong) est un homme d'affaires à succès de Séoul qui s'installe dans le quartier de Dae-ho à Busan. Celui-ci commence à suspecter Jong-Jin d'être un vendeur de drogue et mène l'enquête avec son beau-frère Duk-man (Kim Sung-kyun (en)).

## Fiche technique
- Réalisation : Kim Hyung-ju
- Scénariste : Kim Hyung-ju
- Direction de la photographie : Chang-jae Lee
- Distribution : Lotte Entertainment (Corée du Sud)
- Montage : Kim Jae-bum et Kim Sang-bum
- Pays : Corée du Sud
- Genre : Comédie policière
- Format : Couleur
- Durée : 115 minutes
- Dates de sortie : 
  - Corée du Sud : 3 mai 2017
  - États-Unis : 3 novembre 2017 (Hawaii Film Festival)

## Distribution
- Lee Sung-min (en) : Dae-ho
- Jo Jin-woong : Jong-jin
- Kim Sung-kyun (en) : Duk-man
- Kim Jong-soo : Yong-hwan
- Jo Woo-jin : Seon-cheol
- Lim Hyun-sung : Kang-gon
- Bae Jung-nam : Choon-mo
- Kim Hye-eun : Mi-seon
- Kim Byeong-ok (en) : Chef Kang
- Kim Kwang-gyoo : Chef Park
- Son Yeo-eun (en) : Hee-soon
- Kim Jae-young : Kwak Jeon-moo
- Jung Man-sik (en) : Il-sik (caméo)
- Kim Jong-goo : le père de Seon-cheol (apparition spéciale)
- Joo Jin-mo (en) : le capitaine de navire Park (apparition spéciale)
- Lee Il-jae : Vice-commissaire adjoint (apparition spéciale)